# Academia Naval de Honduras
La Academia Naval de Honduras es una escuela militar cuyo fin es graduar a cadetes como futuros oficiales navales para la Fuerza naval una rama de las Fuerzas Armadas de Honduras.

## Historia
Con fecha 28 de septiembre de 1865, siendo presidente de la república el Capitán general José María Medina, se fundó la Marina Militar de Honduras.
En 1962 se abre en la Base Naval de la ciudad de Puerto Cortés, asimismo es sede del Centro de Estudios Navales y Centro de Reparaciones Navales. Mediante el Acuerdo presidencial n.º 0725 de fecha 14 de agosto de 1976, es fundada la Fuerza Naval de Honduras, cuya finalidad es el resguardo del territorio marino nacional, seguidamente con Acuerdo n.º 013 del 28 de febrero de 2000, la Academia Naval de Honduras se dedica a la formación de oficiales navales con el grado de Alférez de Fragata y licenciados en ciencias navales. Se nombró como primer Director al Capitán de Corbeta Armando Enrique Enamorado Carbajal y como oficiales de planta al Alférez de Fragata C.G. José Abelardo Morazán Zamora y al Alférez de Fragata C.G. Álvaro Roberto Reyes Solano. La academia acepta jóvenes de ambos sexos como estudiantes navales.
El 24 de enero de 2002, fue trasladada la Academia Naval de Honduras a las instalaciones del Cuarto Batallón de Infantería sita en la ciudad de La Ceiba, departamento de Atlántida, con el fin de ubicar de manera formal la sede académica militar.
En el año 2010 egresan dos cadetes Alférez de fragata y Licenciados en Ciencias Navales de origen Taiwanés y guatemalteco y al año siguiente (2011) egresa una joven de nacionalidad guatemalteca, internacionalizándose así la institución naval hondureña.
En 2012 se estipuló que treinta alférez egresan del centro de estudios navales por año. Y continúan los exámenes de admisión para nuevos estudiantes. 
Para 2013 aumentó un 40% la matrícula de ingreso de jóvenes de ambos sexos a la academia naval de Honduras (ANH).

## Requisitos
Contar con una edad entre 18 a 22 años, ser hondureño por nacimiento, soltero y haberlo sido, tener una estatura para mujeres de 164 cm y hombres de 167 cm, no tener antecedentes penales, haber aprobado los exámenes de admisión y físicos, y haber culminado una carrera en el nivel educativo secundario.
La Academia Naval de Honduras ha graduado a XXII promociones de Oficiales Navales, en los diferentes Cuerpos, consolidándose como referencia regional al aceptar intercambios estudiantiles con otras naciones de Centroamérica y Asia.
| Años de estudio  | Grado          |
| ---------------- | -------------- |
| 1° - 2° - 3° año | Cadete Naval   |
| 4° año           | Guardia Marina |

## Directores
- Primer Director Capitán de Corbeta Armando Enrique Enamorado Carbajal  (2000-2002)
- Capitán de Fragata Eddy Sosa (2011-2012)
- Capitán de Fragata Héctor Tercero (2012-2013)

### Himno de la Fuerza Naval de Honduras
Es la Fuerza Naval Hondureña, 
La que cruza gallarda los mares 
Y llevamos en alto la enseña 
El orgullo de nuestros pinares.

No tememos los fieros ciclones 
Ni los fuertes embates del mar 
Y se agitan nuestros corazones 
Cuando va nuestra flota a zarpar. 

Hoy juramos cuidar nuestros mares 
Con ferviente lealtad militar 
Soy guardián de las costas y mares 
Y la patria es mi orgullo y lealtad. 

Por la patria cual fiel hondureño 
No me importa caer o morir 
Ese ha sido en mi vida mi empeño 
El morir por la patria es vivir.